# Roberta (Vorname)
Roberta (Auch: Roberte, Robertine, Althochdeutsch. Bedeutung: hroth (germanisch) = „Ruhm“ und beraht = „glänzend“, vgl. auch Ruperta) ist ein weiblicher Vorname.

## Herkunft und Bedeutung
Roberta ist die weibliche Form des männlichen Vornamens Robert. Er ist zumeist in englischsprachigen Ländern und in Italien verbreitet. In Deutschland ist die Form Berta oder Bertha (vgl. Bert) gebräuchlicher.

## Namensträgerinnen
- Roberta Alexander (* 1949), US-amerikanische Sopranistin
- Roberta Anastase (* 1976), rumänische Politikerin (Partidul Democrat)
- Roberta Angelilli (* 1965), italienische Politikerin (Alleanza Nazionale)
- Roberta Bayley (* 1950), US-amerikanische Fotografin
- Roberta Bergmann (* 1979), deutsche Autorin und Designerin
- Roberta Bieling (* 1975), deutsche Journalistin und Fernsehmoderatorin
- Roberta Lynn Bondar (* 1945), kanadische Astronautin
- Roberta Brunet (* 1965), italienische Langstreckenläuferin
- Roberta Bruni (* 1994), italienische Stabhochspringerin
- Roberta Como (* um 1922; † 2006), US-amerikanische Musikerin und Arrangeurin im Bereich des Jazz und der klassischen Musik
- Roberta Cowell (1918–2011), britische Rennfahrerin
- Roberta D’Adda (* 1981), italienische Fußballspielerin
- Roberta D’Agostina (* 1991), italienische Skispringerin
- Roberta Fiandino (* 1985), italienische Biathletin
- Roberta Flack (1937–2025), US-amerikanische Soulsängerin, Pianistin und Songschreiberin
- Roberta Frank (* 1941), US-amerikanische Philologin
- Roberta Gambarini (* 1964), italienische Jazz-Sängerin
- Roberta Gemma (* 1980), italienisches Nacktmodel und Pornodarstellerin
- Roberta Gregory (* 1953), US-amerikanische Comicschaffende und Schriftstellerin
- Roberta Gropper (1897–1993), deutsche Politikerin (KPD, SED)
- Roberta Guaspari (* 1947), US-amerikanische Violin-Lehrerin
- Roberta Hübner (* 1965), Richterin am Bundesfinanzhof (BFH)
- Roberta Invernizzi (* 1966), italienische Konzert- und Opernsängerin der Stimmlage Sopran
- Roberta Kalechofsky (1931–2022), US-amerikanische Schriftstellerin und Tierrechtlerin
- Roberta Kelly (* 1942), US-amerikanische Sängerin
- Roberta L. Klatzky (* 1947), US-amerikanische Kognitionspsychologin
- Roberta Knie (1938–2017), US-amerikanische Opernsängerin (Sopran)
- Roberta Lombardi (* 1973), italienische Juristin und Politikerin (Movimento 5 Stelle)
- Roberta Ann MacAvoy (* 1949), US-amerikanische Science-Fiction-Autorin
- Roberta Maierhofer (* 1960), österreichische Amerikanistin, Kulturwissenschaftlerin und Alternsforscherin
- Roberta Manfredi (* 1956), italienische Schauspielerin
- Roberta T. Manning (1940–2018), US-amerikanische Osteuropahistorikerin
- Roberta Marrero (1972–2024), spanische Künstlerin, Sängerin und Schauspielerin
- Roberta Martin (1907–1969), US-amerikanische Gospelmusikerin (Gesang, Piano, Arrangement, Komposition),
- Roberta Maxwell (* 1942), kanadische Schauspielerin
- Roberta Mazzoni (* 1951), italienische Drehbuchautorin und Regisseurin
- Roberta Melesi (* 1996), italienische Skirennläuferin
- Roberta Metsola (* 1979), maltesische Politikerin (Partit Nazzjonalista)
- Roberta Pantani (* 1965), Schweizer Politikerin (Lega dei Ticinesi)
- Roberta Pedranzini (* 1971), italienische Skibergsteigerin
- Roberta Peters (1930–2017), US-amerikanische Koloratursopranistin
- Roberta Pili (* 1968), italienische Pianistin
- Roberta Pinotti (* 1961), italienische Politikerin (Partito Democratico)
- Roberta Piket (* 1966), US-amerikanische Jazzpianistin
- Roberta Reichhardt (* 1996), dänische Schauspielerin
- Roberta Rodeghiero (* 1990), italienische Eiskunstläuferin
- Roberta Smith (* 1947), US-amerikanische Kunstkritikerin
- Roberta Taylor (1948–2024), britische Schauspielerin
- Roberta Valentini (* 1981), italienische Musicaldarstellerin und Sängerin
- Roberta Vinci (* 1983), italienische Tennisspielerin
- Roberta Williams (* 1953), US-amerikanische Computerspieleentwicklerin